# Seznam částí města Třebíče

Mapa městských částí k roku 2008.

Seznam částí města Třebíče uvádí všechny části města (počty domů a obyvatel podle sčítání lidu 2001).

## Seznam částí města Třebíče
- Borovina (526 domů, 5 864 obyvatel)
- Budíkovice (61 domů, 199 obyvatel)
- Horka-Domky (1 158 domů, 7 788 obyvatel)
- Jejkov (91 domů, 270 obyvatel)
- Nové Dvory (987 domů, 16 657 obyvatel)
- Nové Město (161 domů, 1056 obyvatel)
- Pocoucov (59 domů, 183 obyvatel)
- Podklášteří (1 009 domů, 3 899 obyvatel)
- Ptáčov (66 domů, 212 obyvatel)
- Račerovice (49 domů, 155 obyvatel)
- Řípov (22 domů, 68 obyvatel)
- Slavice (80 domů, 246 obyvatel)
- Sokolí (44 domů, 88 obyvatel)
- Stařečka (202 domů, 539 obyvatel)
- Týn (203 domů, 1 171 obyvatel)
- Vnitřní Město (53 domů, 210 obyvatel)
- Zámostí (124 domů, 416 obyvatel)

## Bývalé části města Třebíče
Po roce 1989 se několik místních částí od Třebíče odtrhlo a osamostatnilo.
- Okřešice
- Krahulov
- Střítež
- Kožichovice